# Diócesis de Lichinga
La diócesis de Lichinga (en latín: Dioecesis Lichingaen(sis) y en portugués: Diocese de Lichinga) es una circunscripción eclesiástica latina de la Iglesia católica en Mozambique, sufragánea de la arquidiócesis de Nampula. La diócesis tiene al obispo Atanasio Amisse Canira como su ordinario desde el 8 de febrero de 2015.

## Territorio y organización
La diócesis tiene 129 362 km² y extiende su jurisdicción sobre los fieles católicos de rito latino residentes en la provincia de Niassa.
La sede de la diócesis se encuentra en la ciudad de Lichinga, en donde se halla la Catedral de San José.
En 2019 en la diócesis existían 21 parroquias.

## Historia
La diócesis de Villa Cabral fue erigida el 21 de julio de 1963 mediante la bula Nampulensis del papa Pablo VI, obteniendo el territorio (distrito de Niassa de la provincia portuguesa de Mozambique) de la diócesis de Nampula (hoy arquidiócesis). Originalmente era sufragánea de la arquidiócesis de Lourenço Marques (hoy arquidiócesis de Maputo).
El 25 de junio de 1975 Mozambique obtuvo la independencia de Portugal y el 29 de julio de 1976, mediante el decreto Cum Excellentissimus de la Congregación para la Evangelización de los Pueblos, tomó su nombre actual de Lichinga luego de que la ciudad de Villa Cabral adoptara ese nombre.
El 4 de junio de 1984 pasó a formar parte de la provincia eclesiástica de la arquidiócesis de Nampula.

## Estadísticas
De acuerdo al Anuario Pontificio 2020 la diócesis tenía a fines de 2019 un total de 272 600 fieles bautizados.
| Año                                                                             | Población            | Población | Población      | Sacerdotes | Sacerdotes    | Sacerdotes    | Bautizados por sacerdote | Diáconos permanentes | Religiosos | Religiosos | Parroquias |
| Año                                                                             | Bautizados católicos | Total     | % de católicos | Total      | Clero secular | Clero regular | Bautizados por sacerdote | Diáconos permanentes | Varones    | Mujeres    | Parroquias |
| ------------------------------------------------------------------------------- | -------------------- | --------- | -------------- | ---------- | ------------- | ------------- | ------------------------ | -------------------- | ---------- | ---------- | ---------- |
| 1970                                                                            | 60 130               | 278 014   | 21.6           | 43         | 15            | 28            | 1398                     |                      | 37         | 70         | 2          |
| 1980                                                                            | 79 276               | 463 000   | 17.1           | 18         | 2             | 16            | 4404                     |                      | 17         | 37         | 15         |
| 1990                                                                            | 110 000              | 555 549   | 19.8           | 14         | 2             | 12            | 7857                     |                      | 15         | 28         | 21         |
| 1999                                                                            | 187 206              | 778 000   | 24.1           | 22         | 6             | 16            | 8509                     |                      | 20         | 65         | 20         |
| 2000                                                                            | 196 207              | 798 000   | 24.6           | 24         | 10            | 14            | 8175                     |                      | 21         | 70         | 18         |
| 2001                                                                            | 197 557              | 802 212   | 24.6           | 23         | 11            | 12            | 8589                     |                      | 24         | 73         | 18         |
| 2002                                                                            | 203 378              | 819 549   | 24.8           | 26         | 11            | 15            | 7822                     |                      | 29         | 66         | 20         |
| 2003                                                                            | 204 275              | 839 569   | 24.3           | 29         | 13            | 16            | 7043                     |                      | 37         | 64         | 22         |
| 2004                                                                            | 194 485              | 839 569   | 23.2           | 30         | 14            | 16            | 6482                     |                      | 35         | 73         | 21         |
| 2013                                                                            | 220 160              | 1 190 000 | 18.5           | 37         | 21            | 16            | 5950                     |                      | 19         | 88         | 21         |
| 2016                                                                            | 252 000              | 1 283 000 | 19.6           | 38         | 25            | 13            | 6631                     |                      | 15         | 93         | 21         |
| 2019                                                                            | 272 600              | 1 387 100 | 19.7           | 37         | 24            | 13            | 7367                     |                      | 16         | 101        | 21         |
| Fuente: Catholic-Hierarchy, que a su vez toma los datos del Anuario Pontificio. |                      |           |                |            |               |               |                          |                      |            |            |            |

## Episcopologio
- Eurico Dias Nogueira † (10 de julio de 1964-19 de febrero de 1972 nombrado obispo de Sá da Bandeira)
- Luís Gonzaga Ferreira da Silva, S.I. † (10 de noviembre de 1972-25 de enero de 2003 retirado)
- Hilário da Cruz Massinga, O.F.M. (5 de abril de 2003-25 de enero de 2008 nombrado obispo de Quelimane)
- Elio Greselin, S.C.J. (30 de diciembre de 2008-8 de febrero de 2015 retirado)
- Atanasio Amisse Canira, desde el 8 de febrero de 2015